# Royal Museum

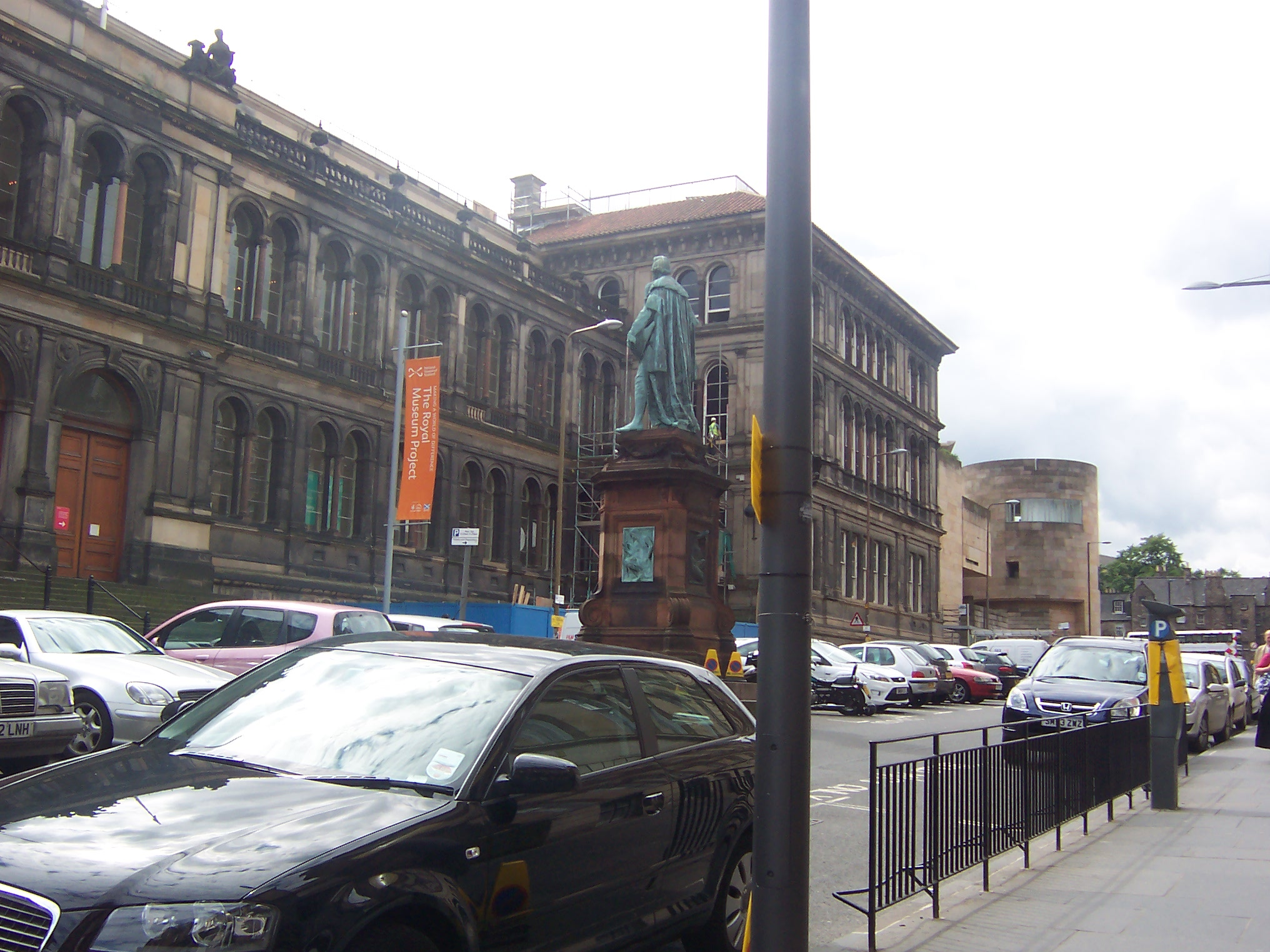
Das Royal Museum

Das Royal Museum ist ein 1888 eröffnetes Museum für Naturwissenschaften, Technik und Kunst in der Chambers Street in Edinburgh. Das Museum ist Teil der National Museums of Scotland. Das Gebäude wurde von Francis Fowke entworfen.
1998 wurde das Museum an das direkt angrenzende und neu gebaute Museum of Scotland angegliedert. Beide Museen zusammen bilden das National Museum of Scotland, das gemeinsam mit dem National War Museum, dem National Museum of Costume, dem National Museum of Rural Life und dem National Museum of Flight zu den Nationalmuseen in Schottland gehört. Der Eintritt in die Dauerausstellung des Royal Museums ist frei, für zeitlich begrenzte Sonderausstellungen muss Eintritt gezahlt werden.

## Geschichte und Architektur

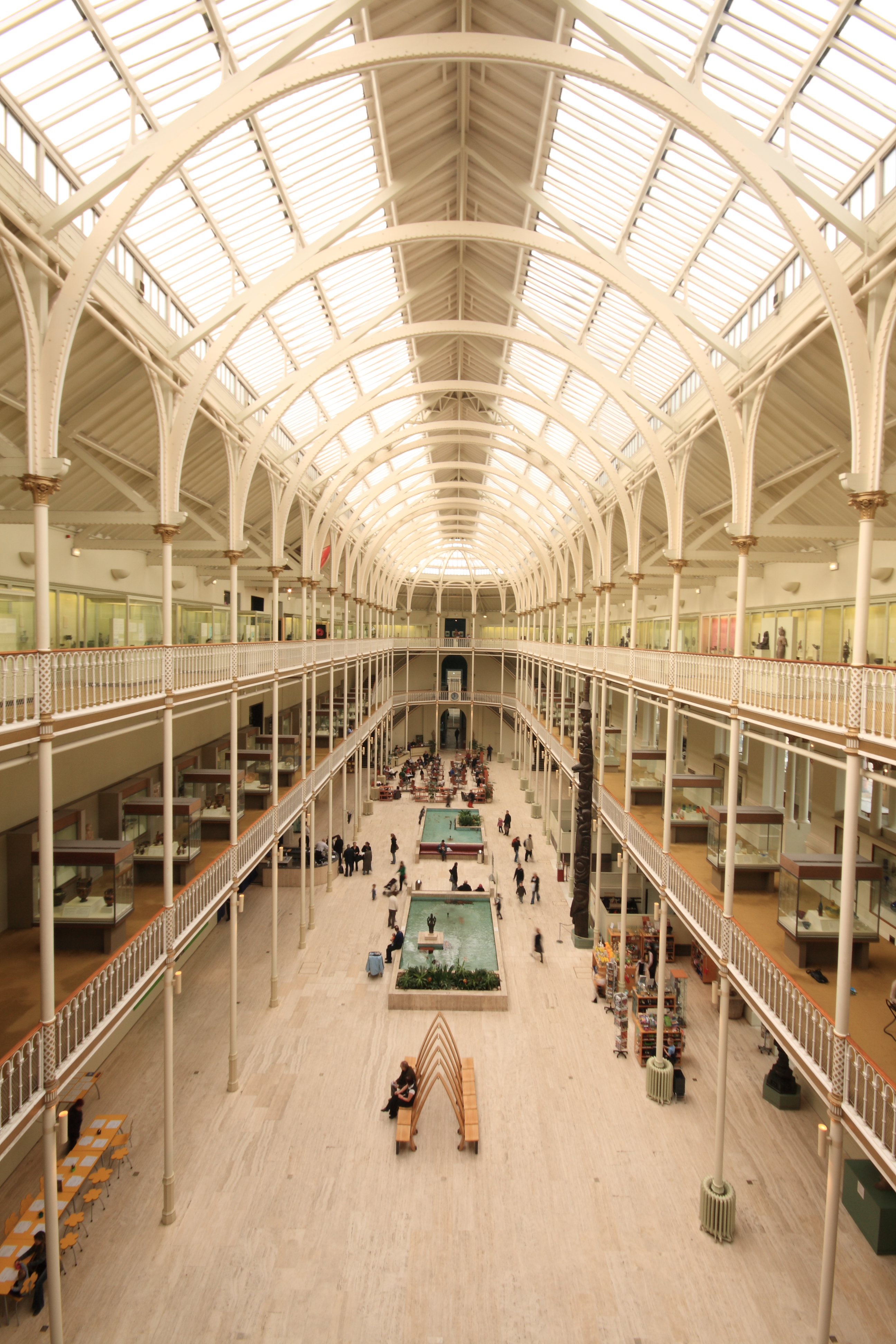
Eingangshalle

Der Bau des Museumsgebäudes wurde 1861 begonnen und phasenweise fortgeführt. Architekt war Francis Fowke, der bereits an der Planung der Royal Albert Hall mitgewirkt hatte. Manche Teile des Museums hatten bereits eröffnet, als einige Bauabschnitte noch nicht fertiggestellt waren. Der ursprüngliche Bau war 1888 vollendet. Die Außenfassade, von Fowkes im Stil der Neorenaissance gehalten, steht im Kontrast zur lichtdurchfluteten Eingangshalle, angelehnt an die Halle des Crystal Palace in London.
Anfangs stellte das Museum viele Stücke aus, die aus dem Museum der Universität Edinburgh kamen. Über eine Brücke war das Museum mit dem Old College der Universität verbunden. Die Studenten der Universität hatten so Zugang zum Museum und räumten öfter die Ausstellung um. Teilweise verschwanden auch Ausstellungsstücke. In den 1870er Jahren wurde im Rahmen einer Studentenparty die vom Museum für einen Empfang vorbereiteten Erfrischungen gestohlen. Daraufhin ließ die Museumsleitung die Brücke zumauern.
Bis Juli 2011 wurde das Museum umfassend renoviert (die veranschlagten Kosten für das Projekt beliefen sich auf 46 Millionen Pfund) und die Ausstellungsfläche um zuvor nicht zugängliche Bereiche erweitert.

## Dauerausstellung

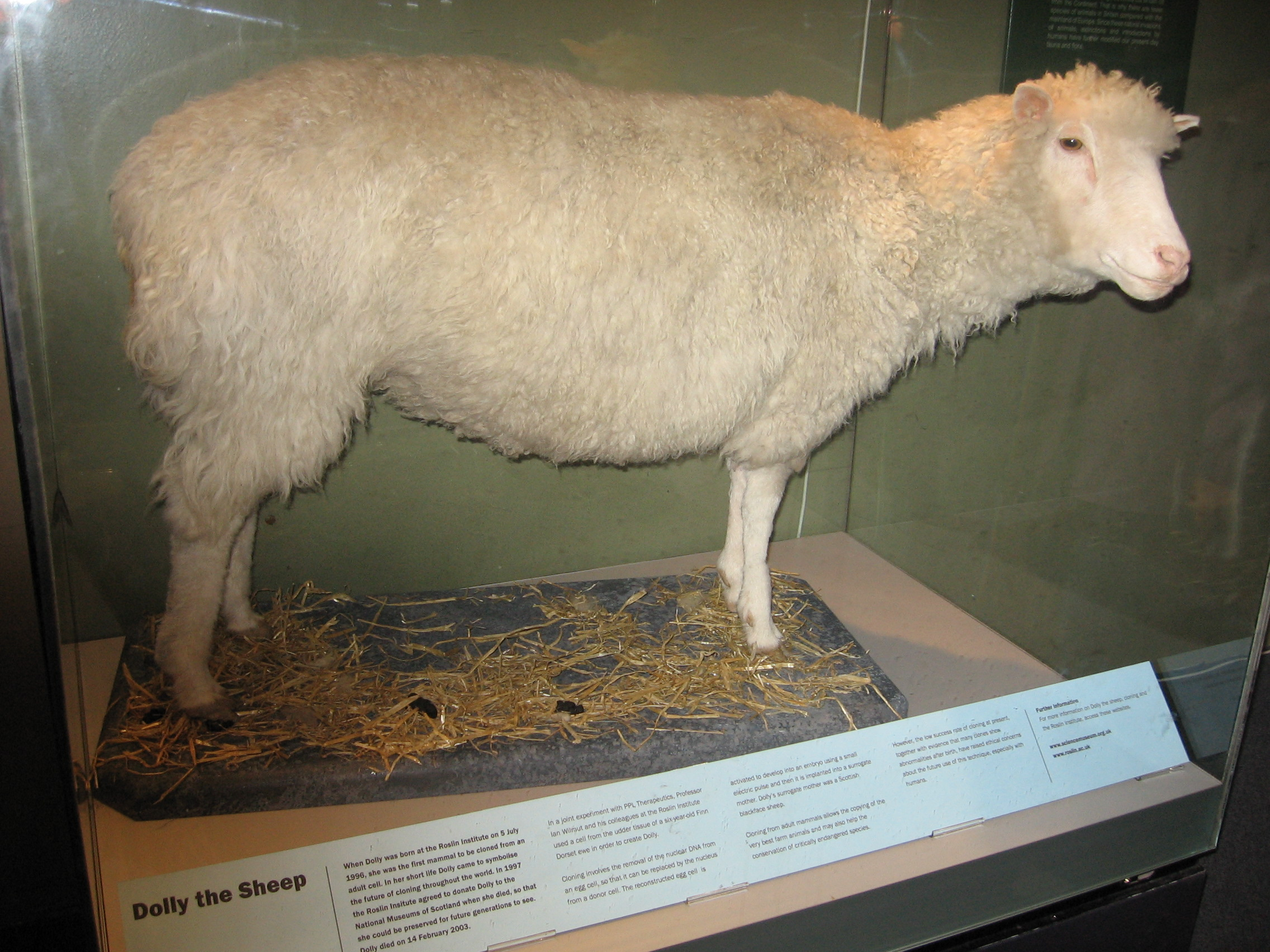
Der präparierte Körper des Klonschafes Dolly

Die Ausstellung umfasst Objekte aus den Bereichen der Geologie, Archäologie, Naturgeschichte, Wissenschaft, Technik und Kunst. In der Dauerausstellung ist unter anderem der präparierte Körper des ersten geklonten Säugetieres, Dolly, zu sehen, außerdem Objekte aus dem alten Ägypten, ein Walskelett und moderne Kunst, wie zum Beispiel ein extravaganter Anzug des Sängers Elton John. Der Gebäudeflügel, in dem das Walskelett ausgestellt ist gehört zu den wegen Renovierungsarbeiten geschlossenen Bereichen, dessen Wiedereröffnung Juli 2011 erfolgte.

## Sonderausstellungen
Im Museum gibt es regelmäßige Sonderausstellungen. 2008/2009 beschäftigt sich das Museum mit der Designerin Jean Muir. Vergangene Sonderausstellungen hatten unter anderem die Werke von Pablo Picasso (Fired with Passion), schottische Silberarbeiten (Silver: Made in Scotland) oder das Leben in der kanadischen Subarktis (Extremes: Life in Subarctic Canada) zum Thema.

## Learning Centre
Das Museum verfügt über einen Lernbereich mit Gruppenräumen und bietet innerhalb der Ausstellung ein Museum zum Ausprobieren. So gibt es im Abschnitt für Technik verschiedene Experimente und einen Fahrsimulator, die Tierwelt und der Geologiebereich haben Objekte zum Anfassen und viele Stationen, in denen erklärende Filme gezeigt werden. Im Learning Centre kann man an Workshops und Aktivitäten für unterschiedliche Altersgruppen teilnehmen.